# Shaka Hislop
Shaka Hislop   (Hackney, 22 de febrer de 1969) és un exfutbolista de Trinitat i Tobago de les dècades de 1990 i 2000.
Fou 26 cops internacional amb la selecció de Trinitat i Tobago.
Pel que fa a clubs, destacà a Reading FC, Newcastle United FC, West Ham United FC i Portsmouth FC.